# Svarthalsad stare
Svarthalsad stare (Gracupica nigricollis) är en fågel i familjen starar inom ordningen tättingar. Den förekommer naturligt i södra Kina och delar av Sydostasien, men har även införts och etablerat sig i Taiwan. Beståndet anses vara livskraftigt.

## Utseende och läte
Svarthalsad stare är en 26–30 cm lång fågel. Huvudet är vitt, med gul bar fläck runt ögat och ett brett svart band runt halsen. Ovansidan är mörkbrun, medan undersidan är vit, ofta med gråbrun anstrykning. Stjärten samt större delen av vingtäckarna och vingpennorna är vitspetsade, medan handtäckarna är helvita. Näbben är svart och benen ljusgrå. Könen är lika, medan ungfågeln är brunare med streckning på nacke och bröst.

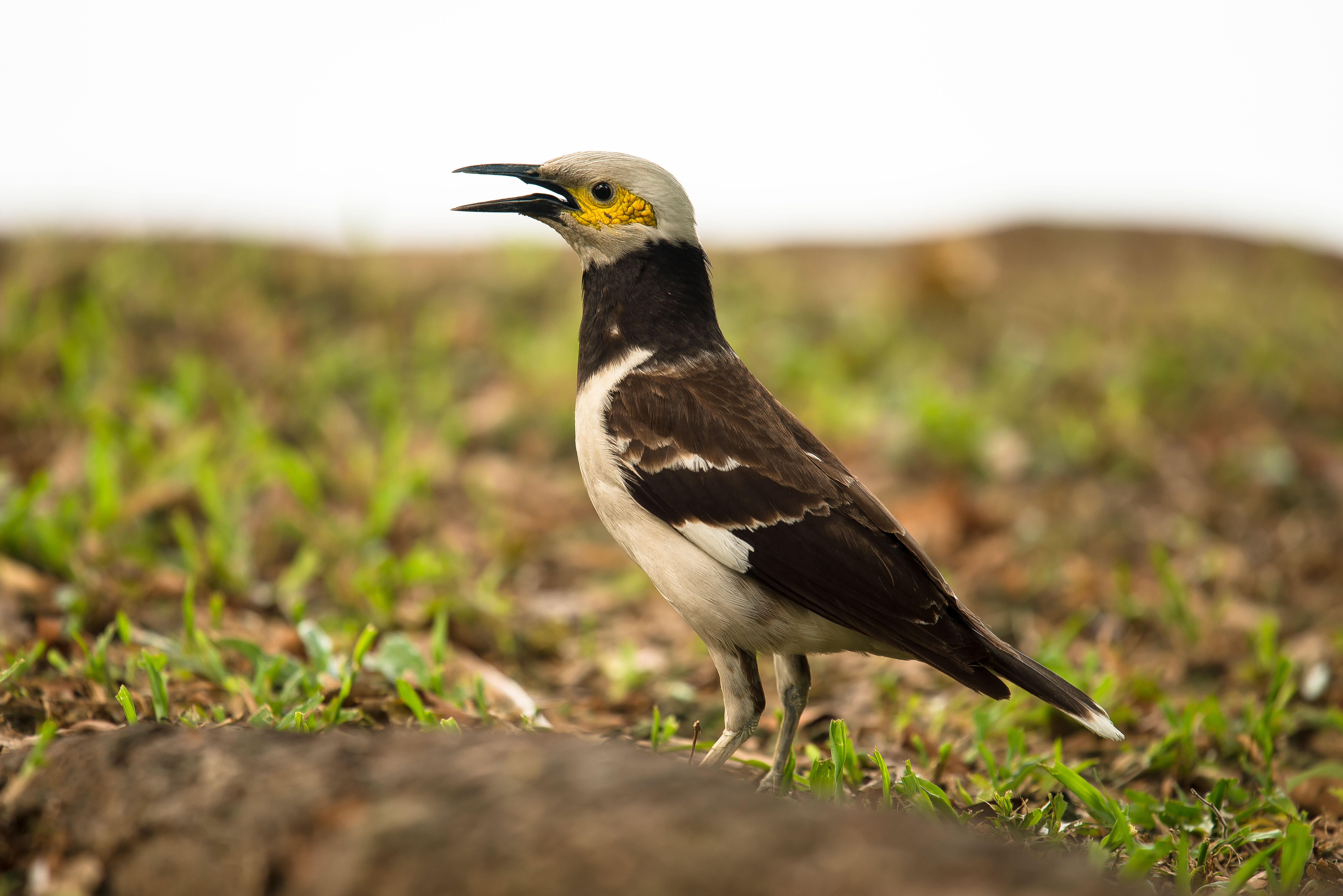

Svarthalsad stare är en mycket ljudlig fågel som låter höra både gälla, hårda, melodiska och disharmoniska läten, som nötskrikelika kraak kraak, visslande biätarlika prrü och ett pü-pü-pü-pü likt en tveksam rödhättad timalia. Sången återges i engelsk litteratur som tcheeuw-tchew-trieuw.

## Utbredning och levnadsmiljö
Svarthalsad stare hittas i södra Kina från Fujian till Yunnan, samt vidare söderut till Kambodja, Laos, Myanmar, Thailand och Vietnam. Den har också introducerats till och etablerat frilevande populationer i Taiwan, Malaysia och Singapore. Ett fynd från Brunei kan härröra från en förrymd burfågel eller en felflugen fågel. Fågeln lever i gräsmarker, torr skog, jordbruksområden och kring bebyggelse, mestadels i låglandsområden men också upp till 2000 meters höjd.

## Taxonomi och systematik
Arten beskrevs 1807 av svenska friherren och ornitologen Gustaf von Paykull. Tidigare placerades den i släktet Sturnus, men flera genetiska studier visar att släktet är starkt parafyletiskt, där de flesta arterna är närmare släkt med majnorna i Acridotheres än med den europeiska staren (Sturnus vulgaris). Den behandlas som monotypisk, det vill säga att den inte delas in i några underarter.

## Beteende
Svarthalsad stare födosöker på marken, ibland kring boskap. Den livnär sig på insekter, daggmaskar och frön. Två olika sorters parningsspel har noterats. I den ena varianten står hanen och honan mot varandra med uppruggade och näbbarna öppna. I den andra sänker den vingarna och bugar med huvudet. Mellan spelen jagar de varandra, springande eller flygande. De har också noterats putsa varandra. Häckningssäsongen sträcker sig från februari till maj i Thailand, mars–juli i Kina och april–augusti i Burma. Den bygger ett stort kupolformat bo av kvistar, gräs, fjädrar och blommor. Boet placeras i ett träd och kan återanvändas. I varje kull läggs tre till fem ägg.

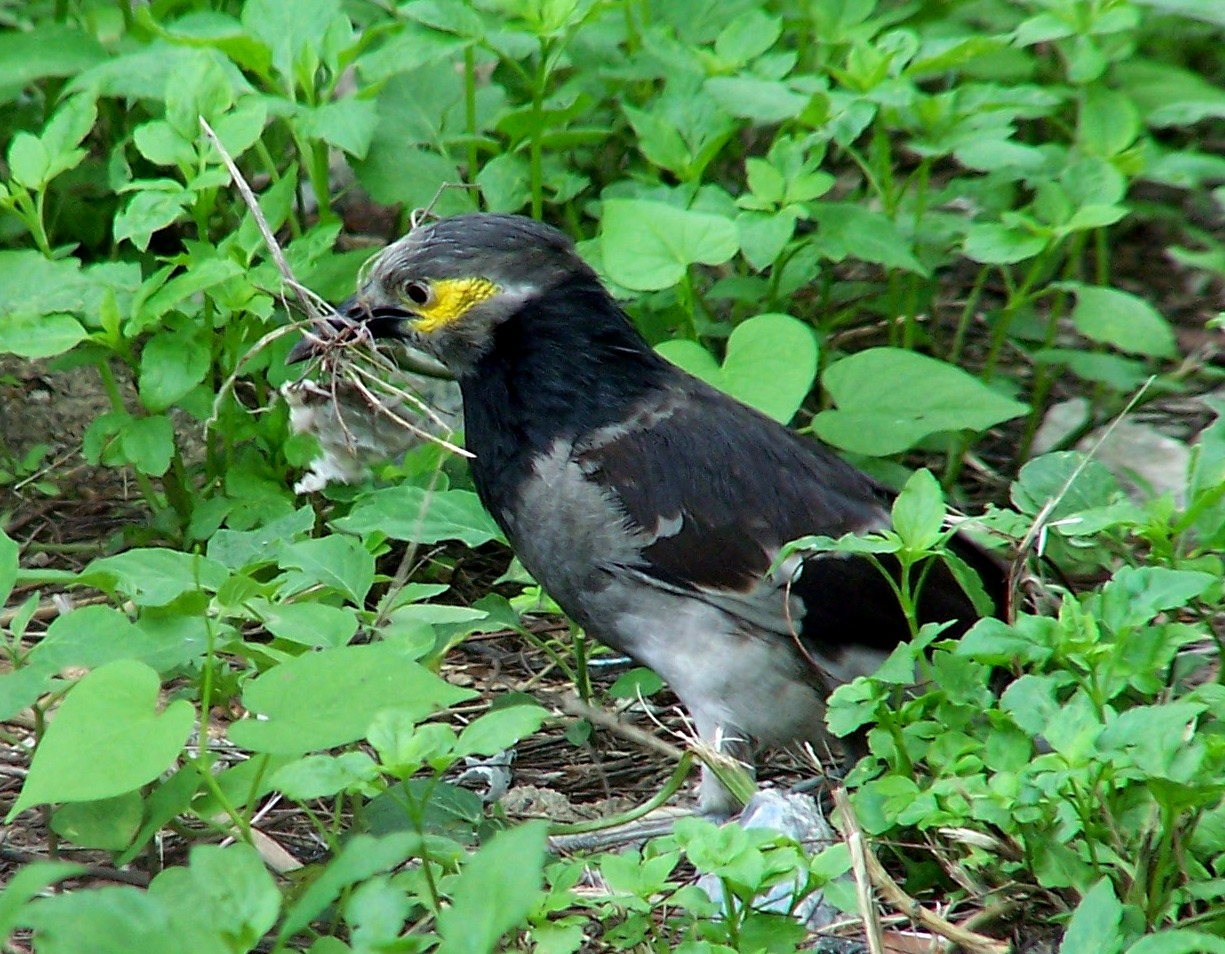
Svarthalsad stare med bomaterial i näbben.

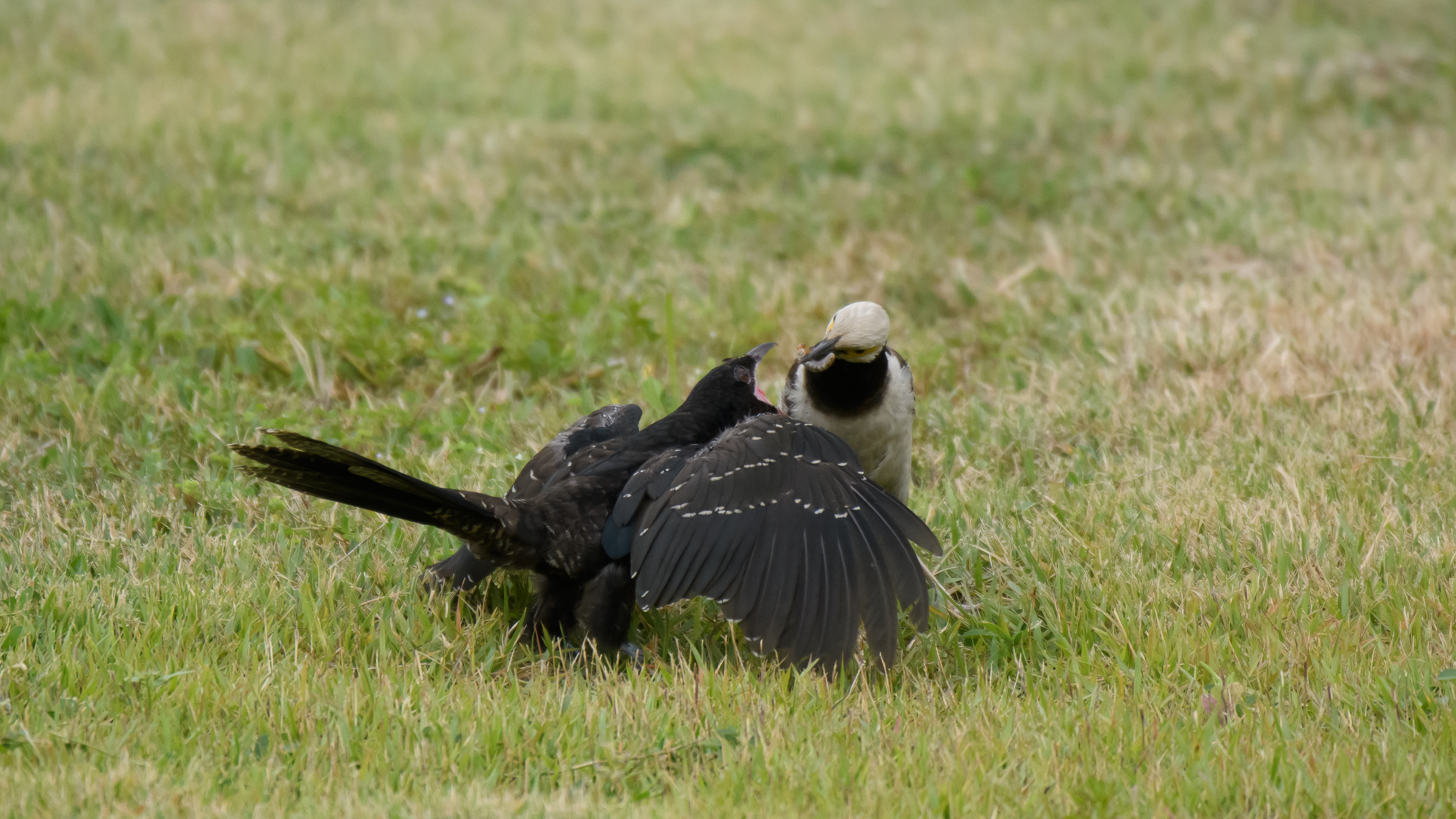
Svarthalsad stare som matar en unge till asiatisk koel, en boparasit på staren.

## Status
Skogsavverkning verkar ha gynnat svarthalsade staren som vidgat sitt utbredningsområde. Beståndet tros öka i antal och IUCN kategoriserar det som livskraftigt.

## Namn
Svarthalsade starens vetenskapliga artnamn nigricollis betyder just "svarthalsad". På svenska har den även kallats svartkragsstare.